# Cymbasoma rostratum
Cymbasoma rostratum är en kräftdjursart som först beskrevs av T. Scott 1904.  Cymbasoma rostratum ingår i släktet Thaumaleus, och familjen Monstrillidae. Arten är reproducerande i Sverige.